# Rulewo
Rulewo (deutsch Rohlau) ist eine Ortschaft in der Landgemeinde Warlubie (Warlubien) im Powiat Świecki (Schwetzer Kreis) der polnischen Woiwodschaft Kujawien-Pommern.

## Geographische Lage
Die Ortschaft liegt in der historischen Region Westpreußen, etwa fünf Kilometer südlich von Warlubie (Warlubien), 20 Kilometer nordöstlich von Świecie (Schwetz), 60 Kilometer nördlich von Toruń (Thorn) und 65 Kilometer nordöstlich von Bydgoszcz (Bromberg).
Westlich des Ortskerns fließt die Montau, ein linkes Nebenflüsschen der Weichsel, das aus einem kleinen See bei Montasske in der Tucheler Heide kommt und bei Nowe (Neuenburg i. Westpr.) in die Weichsel mündet. Auf der Gemarkung des ehemaligen Gutsbezirks Rohlau war die Montau im Ortsteil Roßgarten früher aufgestaut worden, um für den Gutsbetrieb mittels eines Wasserkraftwerks elektrischen Strom zu erzeugen.

## Geschichte

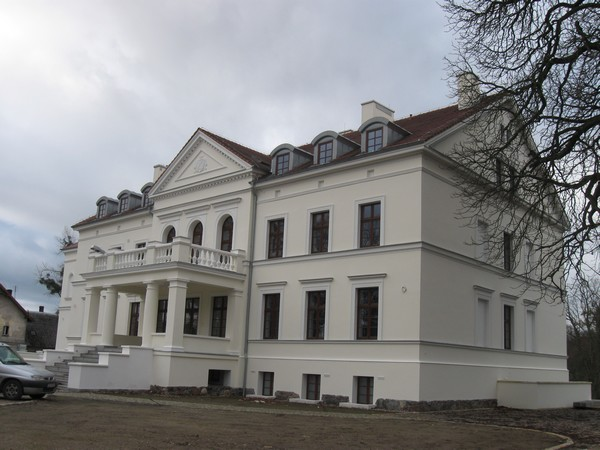
Ehemaliges Gutshaus Rohlau, erbaut 1865, wurde in neuerer Zeit zum „Hotel Hanza“ umgebaut (Aufnahme 2010)

Ältere Formen des Ortsnamens sind Rulewo (1295 und 1310), Rulaw (1350, 1445 und 1478), Rolaw (1489), Relaw (1526), Rullaw (1533), Rullau (1542), Rulewa (1598) und Rolau (1785, 1818 und 1864).
Um 1785 hatte das adlige Gut Rolau 13 Feuerstellen (Haushaltungen) und lag im Kreis Stargard. Durch die preußische Gebietsreform kam der Gutsbezirk 1815 zum Landkreis Schwetz.
Nachdem der Vorbesitzer des Ritterguts Rolau in Konkurs gegangen war, wurde es am 28. Dezember 1828 von dem Kreisdeputierten Rudolf Maercker als Meistbietendem für 15.050 Taler ersteigert. Ihm gelang in den folgenden Jahren die Sanierung des Gutsbetriebs. Im März 1865 folgte die Witwe, Therese, geb. von Kries, im Besitz und nach deren Tod 1872 Hans Maercker. Letzterer wurde 1902 in den preußischen Adelsstand erhoben. Für diese Zeit ist die Fläche des Gutsbezirks mit 2499 ha bewertet worden, wovon 480 ha Ackerland und 1900 ha Holzungen waren. Der Gutsbetrieb verfügte bereits um 1900 über ein Wasserkraftwerk, in dem ein von einer Turbine angetriebener Drehstromgenerator zur Erzeugung von elektrischem Wechselstrom eingesetzt wurde, über ein Sägewerk und über eine Brennerei. Nach dem Tod Hans von Maerckers 1908 kam das Gut an seinen ältesten Sohn, Rudolf Julius Emil von Maercker, der es mit seiner Familie bis 1945 besaß.
Von 1818 bis 1919 gehörte der Gutsbezirk zum Landkreis Schwetz im Regierungsbezirk Marienwerder der Provinz Westpreußen. Nach dem Ersten Weltkrieg musste Rohlau zusammen mit dem gesamten Kreis Schwetz 1920 aufgrund der Bestimmungen des Versailler Vertrags zum Zweck der Einrichtung des Polnischen Korridors an Polen abgetreten werden. Die Familie Maercker blieb weiterhin im Besitz des Gutsbetriebs.
Im Zweiten Weltkrieg wurde das Kreisgebiet 1939 von der deutschen Wehrmacht besetzt. Anschließend war das Gut bis 1945 dem Landkreis Schwetz im Regierungsbezirk Bromberg, Reichsgau Danzig-Westpreußen, zugeordnet.
Letzter deutscher Besitzer des Ritterguts, das sich seit 1828 im Besitz der Familie Maercker befunden hatte, war vor Ende des Zweiten Weltkriegs Rudolf von Maercker, der am 24. Januar 1945 vor dem Heranrücken der Roten Armee zusammen mit anderen Bewohnern den Gutsbezirk Rohlau in einem von ihm organisierten Pferdewagen-Treck verließ und Westdeutschland erreichen konnte.
Nach Kriegsende 1945 wurden die im Kreisgebiet verbliebenen deutschen Einwohner unter dem kommunistischen Regime der Volksrepublik Polen systematisch vertrieben; sie durften nach Kriegsende nicht in ihren Besitz zurückkehren.

### Demographie
| Jahr | Einwohnerzahl | Anmerkungen |
| 1773 | 122           | katholische Einwohner in 25 Haushaltungen                                                                         |
| 1818 | 129           | [ 4 ] |
| 1852 | 190           | [ 12 ] |
| 1864 | 210           | am 3. Dezember, davon 43 Evangelische und 167 Katholiken                                                          |
| 1867 | 310           | am 3. Dezember |
| 1871 | 342           | am 1. Dezember, davon 96 Evangelische und 246 Katholiken                                                          |
| 1910 | 286           | am 1. Dezember, davon 150 Evangelische und 136 Katholiken (150 mit deutscher und 136 mit polnischer Muttersprache |

## Persönlichkeiten
- Hans von Maercker (1850–1908), Landwirt und Regionalhistoriker, wurde 1902 in den preußischen Adelsstand erhoben